# Fritz Steinacker
Fritz Steinacker (* 25. Dezember 1921 in Queck; † 6. Januar 2016 in Frankfurt am Main) war Rechtsanwalt und Notar in Frankfurt am Main.
Steinacker trat laut Mitgliederkartei am 1. September 1939 der NSDAP bei. Seine Fliegerausbildung erhielt er ab 1941 unter anderem in Finsterwalde. Danach kämpfte er als Bomberpilot in Kampfgeschwadern. 
Steinacker wurde bekannt als Strafverteidiger und Anwalt von Naziverbrechern wie Josef Mengele (seit 1961), Aribert Heim (seit 1962), Otto Hunsche, Victors Arājs, Hermann Krumey, Pery Broad, Arnold Strippel und Victor Capesius. Steinacker war unter anderem beteiligt am 1. Auschwitz-Prozess (zusammen mit seinem Mentor Hans Laternser, in dessen Kanzlei Dr. Laternser & Steinacker er seit 1955 Juniorpartner war) und im Majdanek-Verfahren. In etlichen Prozessen erstritt er deutlich mildere Strafen als lebenslänglich für seine Mandanten, bis hin zur Erlangung von Bewährungsstrafen. Er selbst ging davon aus, in mehr als 25 Fällen mutmaßliche NS-Verbrecher verteidigt zu haben. Zudem übte er auch außergerichtlich für mehrere Personen aus diesem Kreis rechtliche Vollmachten aus.
In der Bundesrepublik wurde er Ende der 1970er Jahre Parteimitglied der CDU und rechnete sich, nach eigener Aussage, zum liberalen Flügel der Partei. Steinacker war Vorsitzender der Frankfurter Turn- und Sportgemeinschaft. Für seine Verdienste in diesem Amt erhielt er das Bundesverdienstkreuz.
Fritz Steinacker war der Vater von Peter Steinacker, dem Kirchenpräsidenten der Evangelischen Kirche in Hessen und Nassau.